# Space Wars
Space Wars è un videogioco arcade realizzato dalla Cinematronics nel 1977; si tratta del primo titolo realizzato con la tecnica della grafica vettoriale. È stato realizzato da Larry Rosenthal, uno studente del MIT affascinato da Spacewar! per PDP-1: ed è proprio a quest'ultimo dal quale trae molta ispirazione per quanto riguarda lo stile di gioco. Nel 1982 è stata prodotta una versione del gioco per Vectrex, console specializzata in titoli dalla grafica vettoriale.

## Modalità di gioco
Space Wars è dotato di una modalità a due giocatori, nel quale due astronavi (una a forma di triangolo, mentre l'altra ricorda l'Enterprise) devono cercare di colpirsi e distruggersi fra loro: se un'astronave viene colpita una prima volta, questa non viene distrutta immediatamente, ma soltanto danneggiata; per questo i movimenti saranno più lenti. È presente (ma disattivabile a piacere) un corpo celeste al centro schermo che attira le navi verso di sé a causa del campo gravitazionale, oltre che ad una modalità iperspazio, in grado di fare scomparire la nave e farla riapparire in una posizione casuale dello schermo. Infine, da notare che la durata della partita è proporzionale alle monete inserite nella macchina: con ogni 25 centesimi di dollaro si ha diritto a 1 minuto e 30 secondi di gioco.